# Zhou Weijuan
Zhou Weijuan (en chino: 周炜鹃; 3 de enero de 1986) es una deportista china que compitió en remo. Ganó dos medallas de oro en el Campeonato Mundial de Remo, en los años 2003 y 2004, en la prueba de cuatro scull ligero.

## Palmarés internacional
| Campeonato Mundial | Campeonato Mundial | Campeonato Mundial | Campeonato Mundial  |
| Año                | Lugar              | Medalla            | Prueba              |
| ------------------ | ------------------ | ------------------ | ------------------- |
| 2003               | Milán (Italia)     | Medalla de oro     | Cuatro scull ligero |
| 2004               | Bañolas (España)   | Medalla de oro     | Cuatro scull ligero |